# Porto di Trapani
Il porto di Trapani, in Sicilia, è sede primaria dei collegamenti marittimi con le isole Egadi e Pantelleria, e storicamente scalo di riferimento per i traffici con i paesi nordafricani, in particolare con la Tunisia.

## Posizione
È un bacino naturale con uno specchio d'acqua di circa 921 000 m².
La sua posizione strategica nella estremità più occidentale della Sicilia ne ha fatto nei secoli crocevia del mar Mediterraneo.
Si trova in una posizione equidistante sia dal canale di Suez che dallo stretto di Gibilterra, e lungo le rotte est–ovest.

## Storia

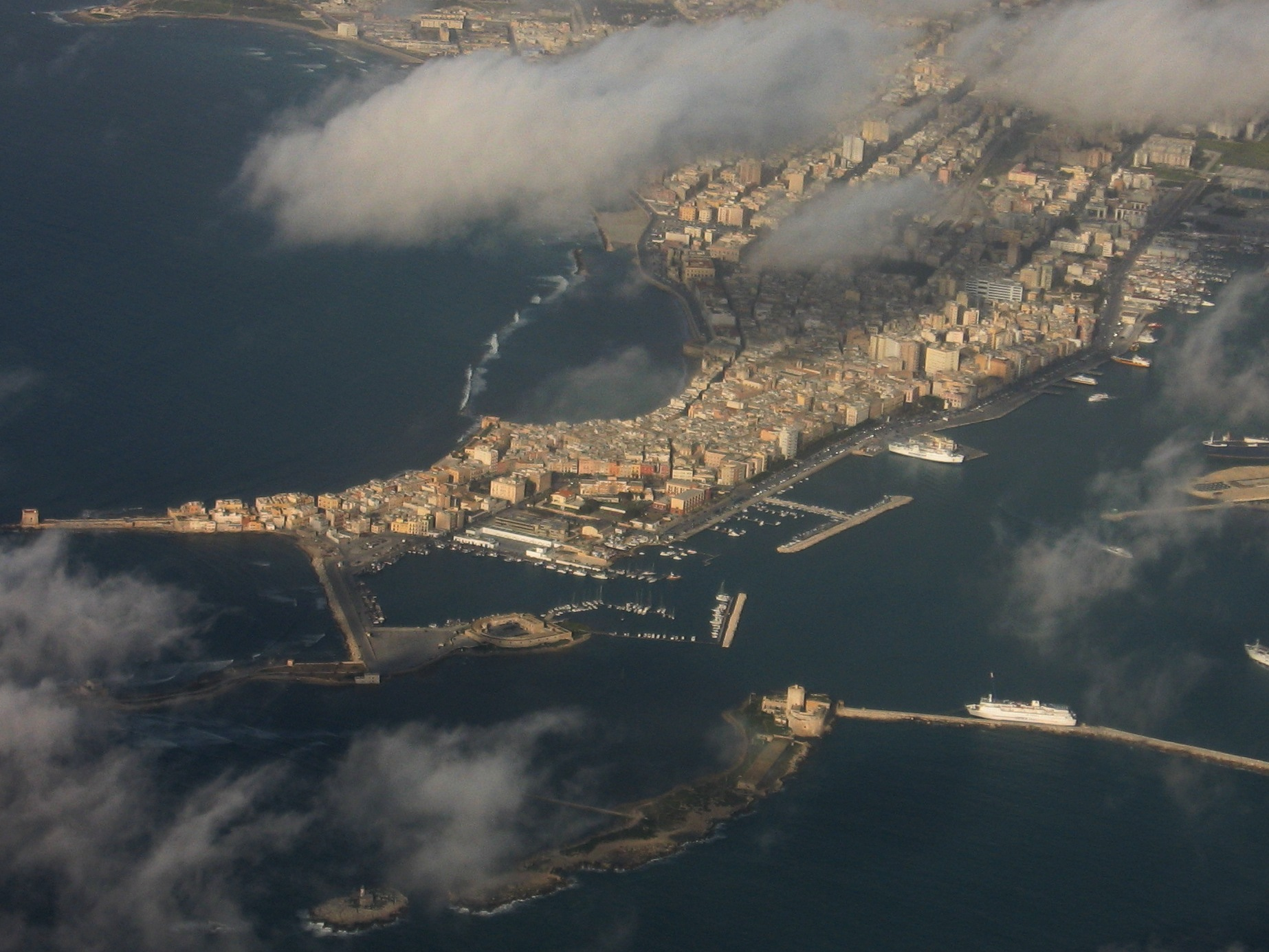
Vista aerea del porto

Il porto di Trapani nacque come antico sbocco commerciale per Eryx (odierna Erice), sita sul monte che sovrasta Trapani.
Nell'antichità fu utilizzato da Fenici, Cartaginesi, Greci, Romani e, successivamente, Arabi.
Dopo l'arrivo in Sicilia dei Normanni il porto ebbe grande fermento, anche grazie alle crociate.
Durante il medioevo il porto fu tra i più importanti del Mediterraneo: tutte le più potenti città marinare (Genova, Pisa, Venezia, Amalfi) avevano un consolato nel porto trapanese e, specialmente con le prime due, Trapani aveva l'accordo per fungere da scalo principale verso i loro possedimenti nell'Africa settentrionale.
Nel 1266 le forze veneziane sconfissero la flotta genovese, guidata da Lanfranco Borborino, nelle acque di Trapani.
Il 3 dicembre 1270 18 navi genovesi con quattromila uomini al comando di Ansaldo Doria, durante la seconda crociata furono costrette a riparare nel porto di Trapani.
Nel 1273 Lanfranco Pignataro, ammiraglio della Repubblica genovese, entrò nel porto di Trapani, saccheggiandolo e incendiando tutte le navi ivi presenti.
Il 31 agosto 1282 vi sbarcò Pietro III di Aragona con la sua flotta, iniziando l'occupazione della Sicilia dagli angioini.
Nel 1535 vi sbarcò la flotta spagnola con Carlo V, di ritorno dalla vittoria contro le navi turche.

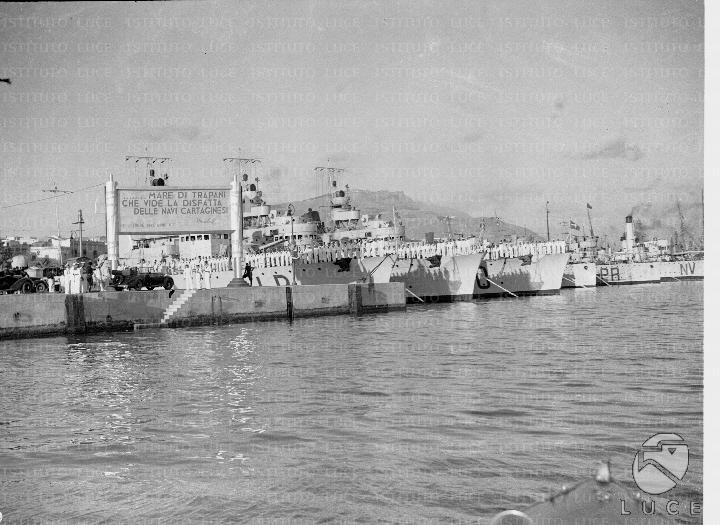
Flotta di navi della Regia marina nel porto nel 1937

Nell'Ottocento un'importante flotta commerciale era di stanza nel porto, soprattutto destinata al traffico del sale verso il nord Europa e del vino Marsala.
Tra il 1885 e il 1908 furono costruiti i pontili, i moli e le banchine. Durante la prima guerra mondiale, nei primi mesi del 1918, alla 14ª Sezione FBA sull'isolotto Zavorra dove erano di stanza anche gli idrovolanti francesi, arrivano 3 FBA Type H e nel mese di luglio 1918 diventa la 284ª Squadriglia del Servizio Aeronautico.
Nel 1935 fu terminato l'Ammiragliato, in viale Duca d'Aosta. Atterravano negli anni '30 all'interno del porto gli idrovolanti CANT Z.506 della compagnia Ala Littoria che svolgevano il collegamento di linea con Napoli e Tunisi. Durante la seconda guerra mondiale fu porto militare e base sommergibilistica di primaria importanza, (base dell'VIII Gruppo). Fu sede inoltre della 2ª Flottiglia MAS.
Nel dopoguerra, furono avviate importanti opere di dragaggio dei fondali.

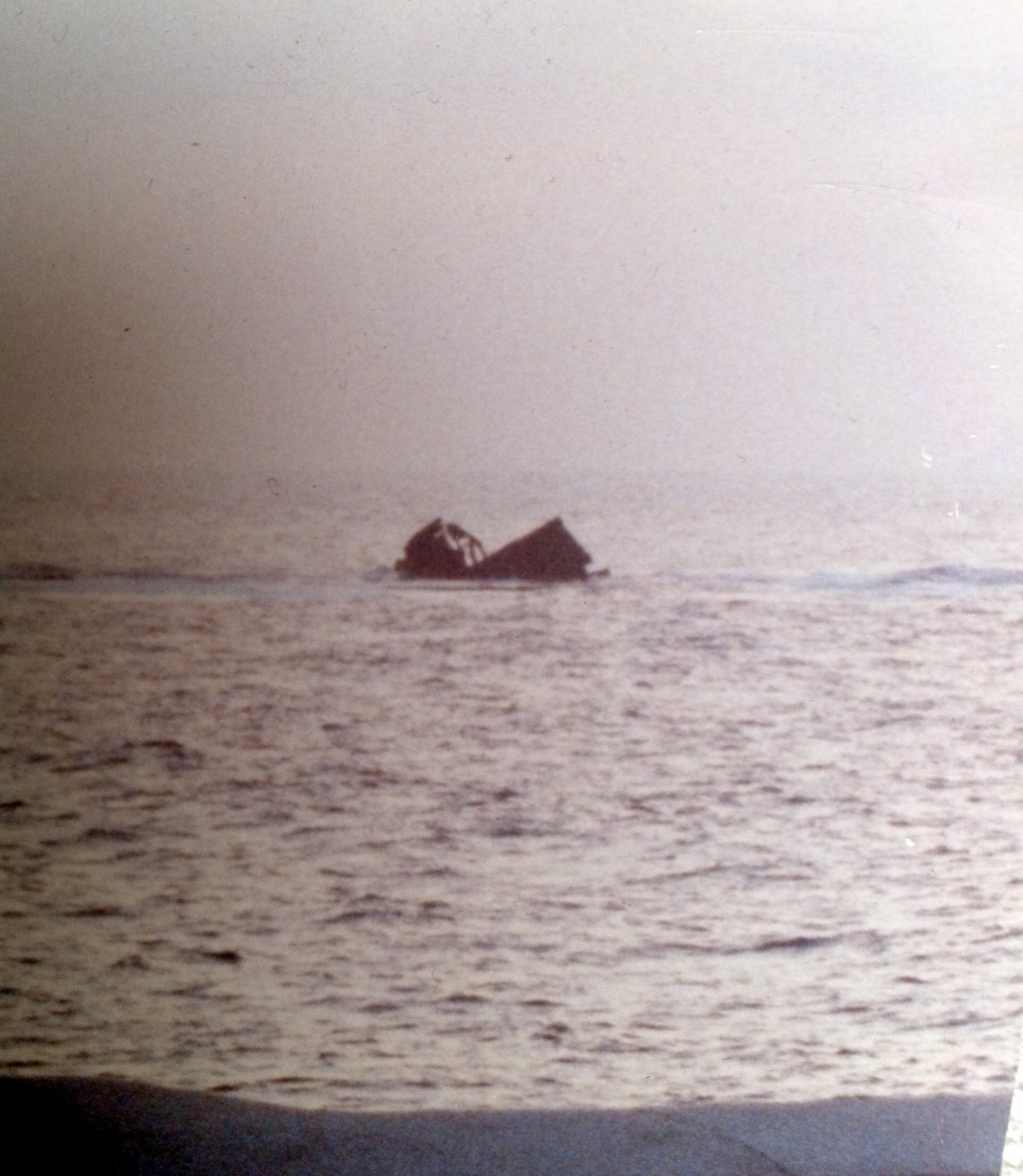
Il relitto del Città di Trapani affondato nel porto

Nel dicembre del 1957 la nave Città di Trapani della Tirrenia, diretta a Palermo, a causa di una mareggiata dovuta alle pessime condizioni meteorologiche si incagliò sugli scogli in prossimità del porto, e nelle operazioni di soccorso affondò anche un rimorchiatore lì giunto per prestare assistenza, il Pirano.
Nel disastro navale morirono 6 persone, compreso il comandante del mezzo di soccorso.
Anni dopo, nel 1990, in fase di attracco la nave-traghetto Espresso Trapani, della società CONATIR, affondò causando la morte di 13 passeggeri.
Nel 2005 il comitato organizzatore dalla 32ª America's Cup scelse il porto di Trapani come sede degli Acts 8 & 9 della Louis Vuitton Cup che si tennero in tali acque dal 28 settembre al 9 ottobre di quell'anno.
Per tale evento furono completate una serie di opere strutturali e viarie che, tuttavia, hanno in seguito generato polemiche. Alcuni addetti ai lavori ritengono infatti che tali opere - in particolare la nuova conformazione della banchina e la posa in opera dei relativi segnalamenti ottici - abbiano reso l'approdo in porto insicuro. In particolare, si è detto che proprio la nuova struttura portuale risultante a seguito dei lavori eseguiti in occasione dell’America's Cup sia stata la causa dei gravi incidenti occorsi agli aliscafi "Giorgione" della Siremar ed "Ettore M" di Ustica Lines, entrambi schiantatisi - ad un anno di distanza l'uno dall'altro e cioè, rispettivamente, nell'agosto 2007 e nello stesso mese del 2008 - contro la barriera frangiflutti dello scalo trapanese.
Soppressa l'Autorità portuale di Trapani, dal 2016 fa parte dell'Autorità di Sistema Portuale del Mare di Sicilia Occidentale 

## Traffici

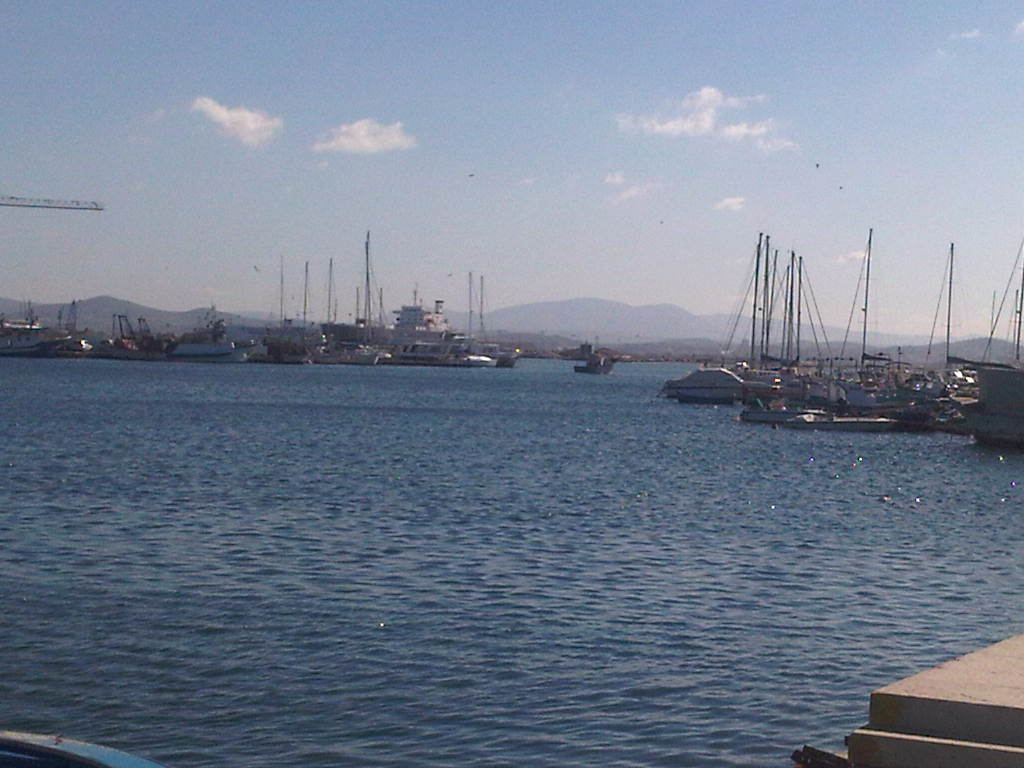
La zona orientale del porto

Il porto è classificato come scalo commerciale di interesse nazionale (2ª Categoria - 1ª Classe).
Dal porto partono collegamenti con le Isole Egadi, Pantelleria, Cagliari, Tunisi, Nizza, Tolone e Livorno.

### Merci
Il traffico merci si assesta intorno a poco più di tre milioni di tonnellate l'anno.

### Passeggeri
Il solo traffico crocieristico si attesta nella fascia tra i 100.000 e i 500.000 passeggeri, 13° approdo in Italia e 3° in Sicilia. Trapani è, tra le altre, porto di imbarco delle MSC Crociere e della Costa Crociere.
Nel 2007 ha avuto un totale di 854 000 passeggeri, 25º scalo italiano per traffico e 2 milioni di tonnellate di merci.
2008 sono arrivate 47 navi da crociera.

## Compagnie di navigazione
- Corsica Ferries - Sardinia Ferries
- Siremar
- Traghetti delle Isole
- Società Navigazione Siciliana
- Liberty Lines

## Strutture
Il porto ospita inoltre due bacini di carenaggio gallaggianti e otto scali d'alaggio, oltre ai locali della capitaneria, delle dogane e, fino alla sua messa in liquidazione avvenuta il 31 dicembre 2008, anche dell'Autorità portuale.
Una zona è riservata ai pescherecci e ai moto pesca. 
Vi è anche un approdo turistico per circa 200 imbarcazioni.
Il terminal ferroviario è situato a circa 300 metri dal porto.

### Stazione marittima
Nel 1908 è inaugurata la stazione marittima.
Ristrutturata negli anni novanta e nel 2022, offre una serie di servizi, dalle informazioni turistiche a quello di ristorazione..